# Tuatara (banda)
Tuatara es un supergrupo originado en Seattle, integrado por miembros de R.E.M., The Minus 5, Critters Buggin, The Chills y Screaming Trees.
El nombre de la banda es una alusión a un reptil originario de Nueva Zelandia.

## Historia
El grupo se conformó en 1996, con Peter Buck (R.E.M.) en guitarra, Barrett Martin (The Screaming Trees) en batería y percusión, Justin Harwood (Luna, The Chills) en bajo y contrabajo y Skeris (Critters Buggin) en saxofón.
Originalmente se trataba de un proyecto de amigos para producir bandas de sonido. El proyecto se terminó convirtiendo en una banda activa, haciendo shows en vivo de vez en cuando. En 1996 se editó el primer álbum de Tuatara: Breaking the Ethers, que abarca un sonido influenciado por varios estilos musicales, desde música libanesa hasta música asiática y folk tradicional.
En 1998 hubo un primer cambio de estructura, cuando el guitarrista Scott McCaughey, el saxofonista Steve Berlin y el flautista y saxofonista Craig Flory se sumaron al proyecto. También se incorporaron los percusionistas adicionales, Pupo-Walker y Mike Stone, ahora en batería. Con esta expansión en la formación, el grupo lanza al mercado su segundo álbum, titulado Trading with the Enemy, que añade más instrumentación exótica y más variedad de estilos al repertorio.
En el año 2001, Tuatara estaba compuesto por 11 miembros, cuando fue lanzada la 3.ª placa discográfica titulada Cinematique, que fue pensada desde un punto de vista más orientado a bandas sonoras y cortinas musicales. En 2003 se lanza un recopilatorio de Remasters, titulado The Loading Program.

## Discografía
- Breaking the Ethers – Epic Records – abril de 1997
- Trading with the Enemy – Epic Records – junio de 1998
- Cinemathique – Fast Horse Recordings – diciembre de 2001
- The Loading Program – Fast Horse Recordings – septiembre de 2003
- East of the Sun – Fast Horse Recordings – junio de 2007
- West of the Moon – Fast Horse Recordings – octubre de 2007
- The Here and the Gone with Coleman Barks – Fast Horse Recordings – noviembre de 2008